# Heniochus pleurotaenia
Heniochus pleurotaenia là một loài cá biển thuộc chi Heniochus trong họ Cá bướm. Loài này được mô tả lần đầu tiên vào năm 1923.

## Từ nguyên
Từ định danh monoceros được ghép bởi hai âm tiết trong tiếng Hy Lạp cổ đại: pleurā́ (πλευρά; "mặt bên") và tainía (ταινία; "dải sọc"), hàm ý đề cập đến vệt đen sau vây ngực của loài cá này.

## Phạm vi phân bố và môi trường sống
H. pleurotaenia được phân bố tại Maldives; Sri Lanka; bờ biển Ấn Độ (bao gồm cả quần đảo Andaman và Nicobar); biển Andaman (dọc theo bờ tây Thái Lan); đảo Sumatra và Java (Indonesia).
H. pleurotaenia sống tập trung ở khu vực có nhiều san hô phát triển trên các rạn viền bờ và trong đầm phá ở độ sâu đến ít nhất là 25 m.

## Mô tả
H. pleurotaenia có chiều dài cơ thể lớn nhất được ghi nhận là 18 cm. Gai vây lưng thứ tư vươn dài và lớp màng bao quanh gai này căng rộng hơn những gai còn lại (đặc điểm của các loài Heniochus). Trán của H. pleurotaenia lõm vào trong với một phần xương nhô lên ở gần đỉnh đầu cùng một cặp xương ngắn nhô lên ở trên mắt như sừng. Thân có màu vàng nâu với 2 dải sọc chéo màu trắng như Heniochus varius: dải thứ nhất từ gáy băng xuống ngực, và dải thứ hai từ phần gai vây lưng băng xuống cuống đuôi. Khác với H. varius, H. pleurotaenia có một vùng màu đen sẫm ở ngay sau vây ngực, lan rộng xuống toàn bộ vây bụng. Vây hậu môn và vùng thân gần kề có màu đen, được ngăn cách với vùng màu đen sẫm bởi một dải trắng. Vây lưng có màu vàng nâu như thân. Vây đuôi trong mờ.
Số gai ở vây lưng: 10; Số tia vây ở vây lưng: 23–25; Số gai ở vây hậu môn: 3; Số tia vây ở vây hậu môn: 17–18; Số tia vây ở vây ngực: 16–17; Số gai ở vây bụng: 1; Số tia vây ở vây bụng: 5.

## Sinh thái học
Thức ăn của H. pleurotaenia là các loài động vật phù du và một số loài thủy sinh không xương sống khác như cua hoặc giun nhiều tơ. H. pleurotaenia có thể sống đơn độc, theo cặp (nhất là cá trưởng thành vào thời điểm sinh sản), hoặc hợp thành đàn lên đến 20–30 cá thể.

## Thương mại
H. pleurotaenia được đánh bắt để xuất khẩu trong hoạt động thương mại cá cảnh nhưng không thường xuyên.